# Amal
Amal je bio jedna od najvažnijih šijitskih vojna organizacija u Libanonu tijekom Libanonskog građanskog rata. Uspostavio ga je Musa al-Sadr 1975. kao vojno krilo organizacije Pokret razbaštinjenih. Amal je ubrzo ojačao zahvaljujući prijateljskim vezama sa Sirijom, te je svojevremeno na raspolaganju imao 14000 naoružanih ljudi. Amal je najprije vodio dugotrajnu borbu s Palestincima u Libanonu a zatim sa suparničkom šijitskom organizacijom Hezbolah za kontrolu nad Beirutom, koja je potakla sirijsku vojnu intervenciju. Amal je danas parlamentarna stranka u Libanonu s 14 od 128 mandata.